# Martin Haspelmath
Martin Haspelmath (ur. 2 lutego 1963 w Hoya) – niemiecki językoznawca. Zajmuje się strukturą składniową i morfologiczną języków w ujęciu historycznym i porównawczym oraz kontaktami językowymi. Jego badania koncentrowały się pierwotnie na językach europejskich, zwłaszcza lezgińskim, ale w nowszych pracach skupia się na badaniu i wyjaśnianiu uniwersaliów językowych.
Kształcił się w Wiedniu, Kolonii, Buffalo i Moskwie. Doktoryzował się w 1993 roku na Wolnym Uniwersytecie Berlińskim. W 1998 roku został zatrudniony w Instytucie Antropologii Ewolucyjnej im. Maxa Plancka (Max-Planck-Institut für evolutionäre Anthropologie). Obecnie (2020) jest pracownikiem Instytutu Historii Ludzkości im. Maxa Plancka (Max-Planck-Institut für Menschheitsgeschichte).
Od 2005 roku członek Academia Europaea.

## Publikacje (wybór)
- A grammar of Lezgian (1993)
- Indefinite pronouns (1997)
- From space to time: Temporal adverbials in the world’s languages (1997)
- Understanding morphology (2002)